# Sylvain Chomet

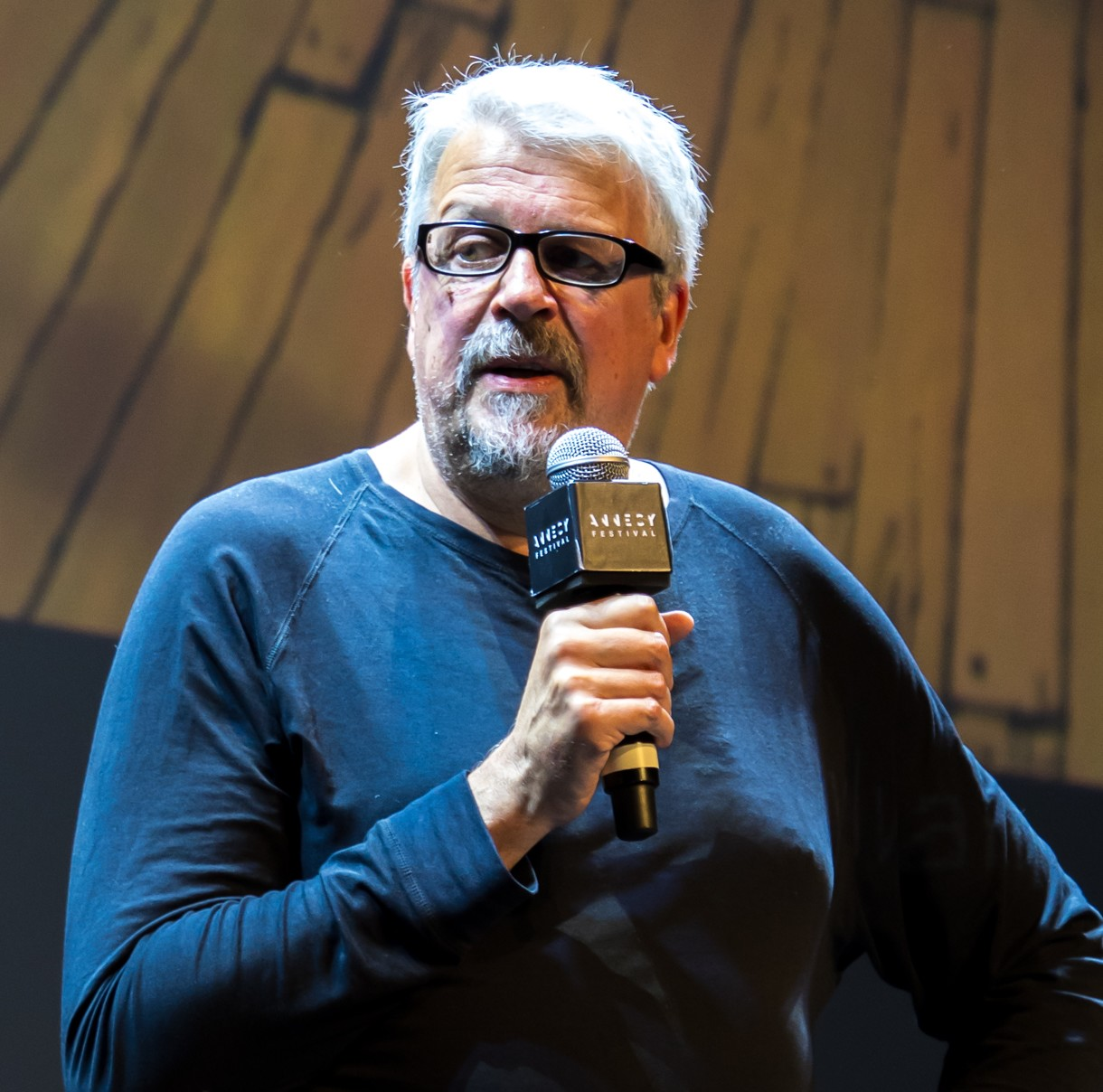
Sylvain Chomet (2025)

Sylvain Chomet (* 10. November 1963 in Maisons-Laffitte, Seine-et-Oise, heute Département Yvelines) ist ein dreifach Oscar-nominierter, französischer Filmregisseur, Comicautor und Drehbuchautor von Animationsfilmen. 

## Leben und Leistungen
Chomet absolvierte 1982 die Oberstufe einer Hochschule für angewandte Kunst. 1986 veröffentlichte er seinen ersten Comic Le secret des libellules, weitere folgten. Drei Jahre lang besuchte er die Comic-Strip-Studios in der französischen Stadt Angoulême und schloss sie 1987 mit einem Diplom ab. Er übersiedelte nach London und führte bei animierten Fernsehwerbespots Regie. Ab 1993 lebte er eine Zeit lang in Kanada und machte Fernsehwerbungen.
Sein erster animierter Kurzfilm war Die alte Dame und die Tauben (La vieille dame et les pigeons) (1997). Er gewann 1997 dafür einen British Academy Film Award für den Besten animierten Kurzfilm und den Genie Award in der Kategorie Bester animierter Kurzfilm. Im Jahr 1998 wurde er in der Kategorie Bester animierter Kurzfilm für den Oscar nominiert. Die Entwicklungszeit für diesen Film dauerte zehn Jahre, sein nächster wurde in der Hälfte der Zeit verwirklicht. Im beachteten Zeichentrickfilm Das große Rennen von Belleville (2003) führte Chomet Regie, schrieb das Drehbuch und wirkte als Characterdesigner. 2004 war er in den Kategorien Bester animierter Spielfilm und Bester Song für den Oscar nominiert, ebenso war er 2004 für den César in den Kategorien Bester Film und Bestes Erstlingswerk und bei den Independent Spirit Awards 2004 nominiert. Auch verschiedene weitere Auszeichnungen wurden an Chomets Werke vergeben. 
Im internationalen Episodenfilm Paris, je t’aime (2006), der Pariser Stadtbezirke vorstellt, schuf er den Teil über den Eiffelturm. 
Er war auch als Szenarist von Comics tätig. So erhielt er etwa für das Album Léon la came 1996 den Prix René Goscinny auf dem Festival International de la Bande Dessinée d’Angoulême.
Chomet lebt in der Nähe der schottischen Stadt Edinburgh. Sein Filmstudio trägt den Namen Django Films. 2010 veröffentlichte Chomet mit L’Illusionniste einen Animationsfilm, der auf einem unveröffentlichten Drehbuch Jacques Tatis beruht und sich des bekannten Komikers als Titelheld annimmt. Dies brachte ihm erneut eine Nominierung für den besten animierten Spielfilm ein.
Mit Attila Marcel drehte Sylvain Chomet 2013 seinen ersten nicht-animierten Spielfilm. Für die Eröffnungssequenz einer Episode der Zeichentrickserie Die Simpsons schuf er 2014 einen Couch-Gag.

## Filmografie

### Regisseur
- 1997: Die alte Dame und die Tauben (La vieille dame et les pigeons)
- 2003: Das große Rennen von Belleville (Les Triplettes de Belleville)
- 2006: Paris, je t’aime (Segment Tour Eiffel)
- 2010: L’Illusionniste
- 2013: Attila Marcel
- 2025: Marcel et Monsieur Pagnol

### Drehbuchautor
- 1997: Die alte Dame und die Tauben (La vieille dame et les pigeons)
- 2003: Das große Rennen von Belleville (Les Triplettes de Belleville)
- 2006: Paris, je t’aime (Segment Tour Eiffel)
- 2013: Attila Marcel
- 2025: Marcel et Monsieur Pagnol